# Кэ (чжуинь)

Кэ — 10-й знак алфавита чжуинь. Графически происходит от иероглифа  (ㄎㄠˇ, kǎo).
В системе Палладия обозначается буквой «к», в системе Уэйда-Джайлза — «k'», как инициаль образует 18 слогов.
| K                    | K                     | K                     | K                  |
| -------------------- | --------------------- | --------------------- | ------------------ |
| ka — ка — ㄎㄚ       | kai — кай — ㄎㄞ      | kan — кань — ㄎㄢ     | kang — кан — ㄎㄤ  |
| kao — као — ㄎㄠ     | ke — кэ — ㄎㄜ        | ken — кэнь — ㄎㄣ     | keng — кэн — ㄎㄥ  |
| kong — кун — ㄎㄨㄥ  | kou — коу — ㄎㄡ      | ku — ку — ㄎㄨ        | kua — куа — ㄎㄨㄚ |
| kuai — куай — ㄎㄨㄞ | kuan — куань — ㄎㄨㄢ | kuang — куан — ㄎㄨㄤ | kui — куй — ㄎㄨㄟ |
| kun — кунь — ㄎㄨㄣ  | kuo — ко — ㄎㄨㄛ     |                       |                    |

- Кхакараму — ఖ
- Махапрана каянна —
- Кхокхай (лаосский) —
- Кха тибетский —
- Кха кхмерский —
- Кхагвэй —
- Кхокхай — ข
- Кхаккхо — ખ
- Кхаккха — ਖ
- Кхакар — ख
- Кхокар — খ
- Кхиык — ㅋ
- Кхани — ქ
- Кхэ — Ք
- Кхакараву — ಖ
- Кхакарам — ഖ